# Faraildis
Faraildis (Brabante, c. 650 – Bruay-sur-l'Escaut, c. 740; también conocida como Pharaildis, Farailda, Farailde o Veerle) es una figura venerada en la Iglesia católica y conocida como la patrona de Gante, Bélgica. Nació en el seno de una familia noble y su vida se caracteriza por su dedicación a la castidad y la caridad. La festividad en su honor se celebra cada 4 de enero y su culto es especialmente fuerte en Gante, Bruay-sur-l'Escaut y otras localidades de Flandes.

## Biografía
Faraildis nació en el seno de una familia noble en lo que hoy es el Brabante flamenco (Bélgica). Según algunas fuentes, entre ellas la "Vita Gudilae", Faraildis sería hija del duque de Lorena, Witger, y Amalberga de Maubeuge, y hermana de Gúdula, Reineldis y Emeberto. Esta relación familiar, sin embargo, no es confirmada en su biografía oficial, la "Vita Pharaildis".
Desde joven, Faraildis hizo un voto de virginidad y se dedicó a la vida religiosa. Sin embargo, fue obligada a casarse con un noble violento, conocido como "Guy", que intentó imponer sus derechos matrimoniales sobre ella. Debido a su rechazo y compromiso con la castidad, sufrió abusos y maltratos. Para encontrar consuelo y fortaleza, acudía a la iglesia para orar durante las noches. Al enviudar, se mantuvo fiel a su voto y dedicó el resto de su vida a ayudar a los necesitados, utilizando su herencia y recursos para asistir a la comunidad de Bruay-sur-l'Escaut y otras áreas.

## Milagros Atribuidos
Los relatos sobre los milagros de Santa Faraildis la consolidaron como una figura de devoción popular:
- La Fuente Milagrosa de Bruay-sur-l'Escaut: Faraildis hizo brotar una fuente de agua al golpear el suelo con su huso, permitiendo que los trabajadores sedientos se refrescaran. Con el tiempo, esta fuente adquirió fama por sus propiedades curativas, especialmente para los niños enfermos.
- El Milagro del Ganso Resucitado: En una ocasión, un criado capturó, cocinó y consumió un ganso sin el permiso de Faraildis. Enterada de lo ocurrido, la santa habría resucitado al animal a partir de sus restos. Este milagro se conmemora en su iconografía, donde suele representarse con un ganso, símbolo de su poder y compasión.
- Los Panes Convertidos en Piedra: Una leyenda cuenta que una mujer negó compartir su pan con un mendigo, alegando falsamente que no tenía más que un trozo en su despensa. Como castigo por su avaricia, Faraildis convirtió todos sus panes en piedras. Este milagro se narra en varias crónicas y está documentado desde 1342. Las “piedras de pan” son exhibidas en algunas iglesias de la región.

## Veneración y Legado
El culto a Santa Faraildis comenzó en el siglo IX. En el año 754, el abad Agilfridus trasladó sus reliquias a la abadía de San Bavón en Gante, lo que dio inicio a una intensa veneración y a la construcción de una iglesia y un capítulo en su honor. Durante la Edad Media, su devoción se extendió, especialmente en Flandes y en zonas de Francia. Además de Gante, se le dedicaron capillas y altares en Bruay-sur-l'Escaut y Steenbecque.
En Gante, el Sint-Veerleplein y la desaparecida Sint-Veerlekerk llevaban su nombre en honor a su patronazgo. La iglesia, destruida en 1581, fue un centro de peregrinación y culto durante siglos. Los devotos acudían a esta iglesia el 4 de enero para honrarla, y era tradicional exhibir dos panes de piedra como recordatorio de su milagro contra la avaricia. También se la invoca como protectora de los matrimonios difíciles, los enfermos, y es conocida por ayudar en problemas de salud infantil.

## Iconografía
Santa Faraildis se representa con una gansa a sus pies, lo que podría ser una alusión simbólica a la ciudad de Gante (en latín: Gandis). También se la representa con panes de piedra o con una pequeña capilla en su mano, en referencia a las iglesias que se construyeron en su honor. Estos símbolos han mantenido su conexión con Gante, donde se le continúa venerando en la tradición popular y religiosa.